# Maître du Roman de la Rose de Vienne
Le Maître du Roman de la Rose de Vienne désigne par convention un enlumineur actif à Lyon entre 1425 et 1465. Il doit son nom à un manuscrit du Roman de la Rose conservé à la Bibliothèque nationale autrichienne (Cod.2568).

## Éléments biographiques

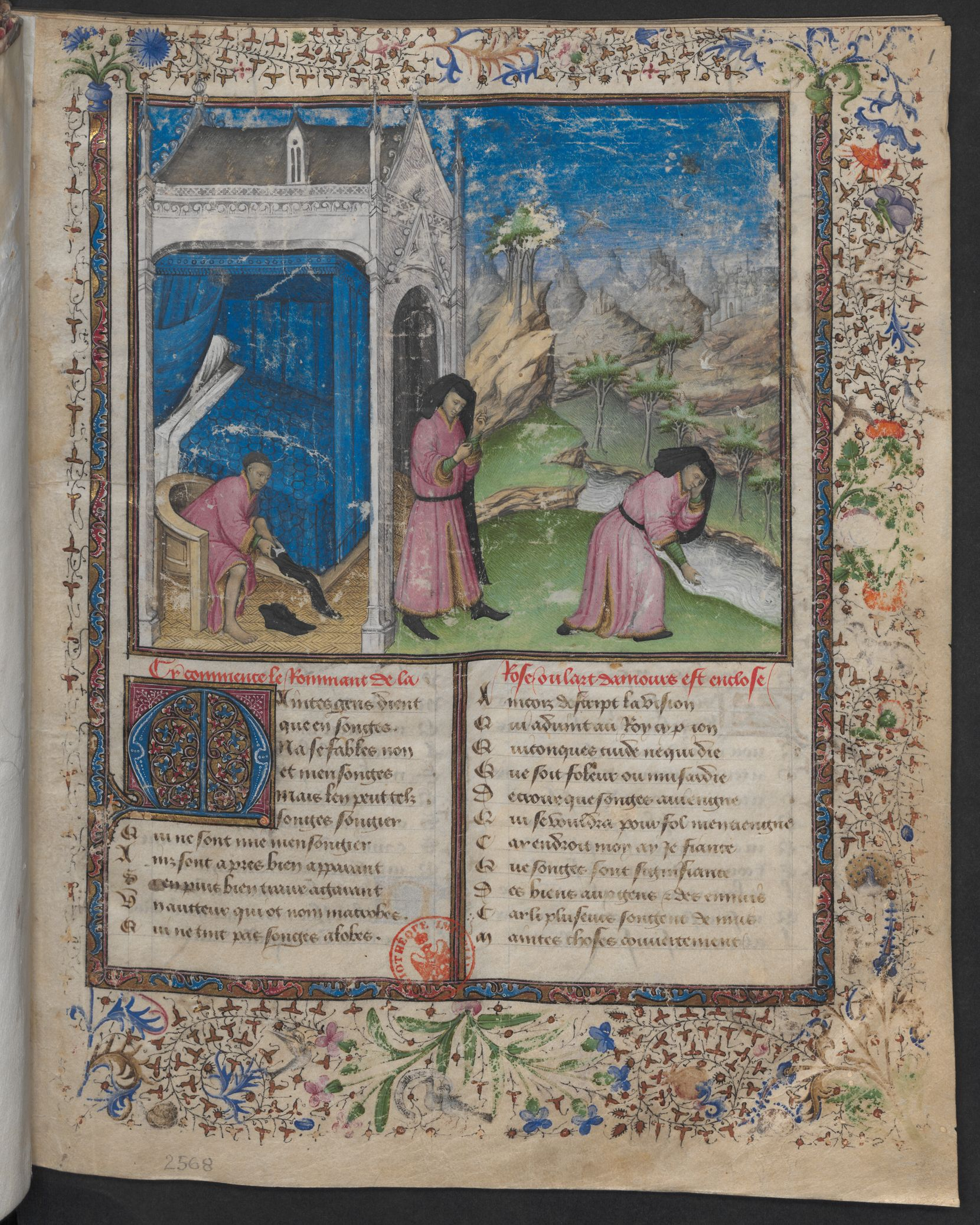
Frontispice du Roman de la Rose de Vienne, Cod.2568 f.1r.

Le style de l'artiste est identifié pour la première fois par l'historien de l'art allemand Friedrich Winkler (de) en 1925, à partir de son manuscrit du Roman de la Rose conservé à Vienne. Cependant, il croit localiser son activité dans les Flandres. Il faut attendre 1993 et l'historien François Avril pour voir son activité localisée à Lyon. Il travaille pour plusieurs commanditaires lyonnais, à la fois pour des livres d'heures, adaptés à la liturgie locale mais aussi pour des textes littéraires. Il travaille aussi de temps en temps pour des commanditaires originaires de régions voisines : Autun, Besançon. Il est influencé par des artistes savoyards de son temps tels que Giacomo Jaquerio ou Jean Bapteur.

## Style
Son style se caractérise par des formes simples, sans beaucoup de décors, se concentrant sur l'action des personnages. Ces derniers sont généralement de petite proportion, à l'attitude raide, au visage très modelé et au large front bombé. Au cours du temps, ses coloris saturés se font plus doux, notamment au cours des années 1460, et fait preuve d'une plus grande influence du style des primitifs flamands

## Identification
Frédéric Elsig et Mireia Castaño propose de l'identifier à Jean Hortart, dit Jean d'Écosse, appelé aussi Janin, qui est signalé dans les sources écrites comme peintre, enlumineur et brodeur. Il est régulièrement associé à un autre peintre du nom de Jean Juys.

## Manuscrits attribués

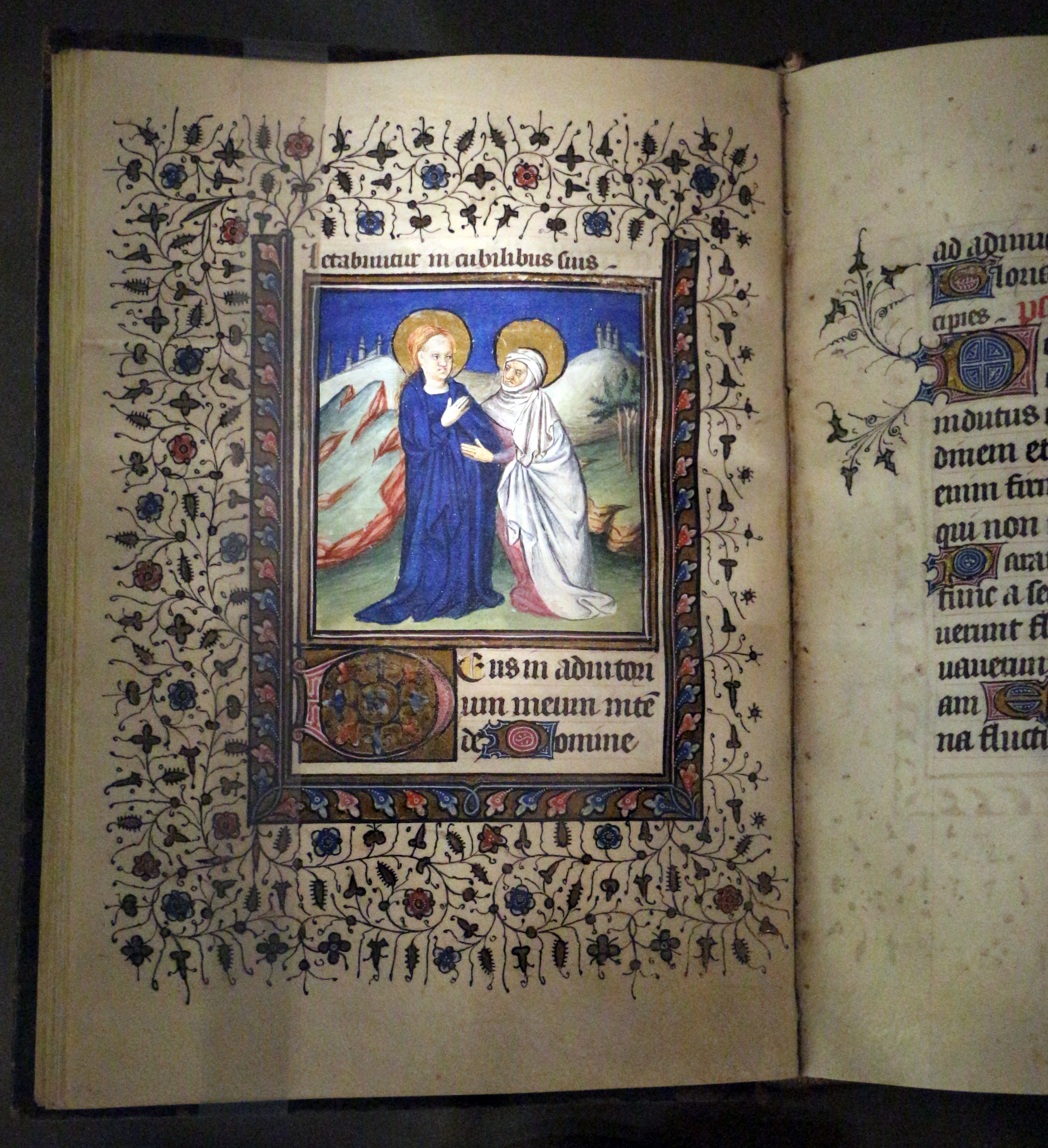
Livre d'heures à l'usage de Lyon, biblioteca Trivulziana.

Une trentaine de manuscrits lui sont attribués, parmi lesquels :
- Roman de la Rose, vers 1430, Vienne, ÖNB, Cod. 2568
- Chronique de Bertrand du Guesclin d'après le poème de Cuvelier, vers 1430-1440, Paris, bibliothèque Sainte-Geneviève, Ms. 814[4]
- Des cas des nobles hommes et femmes de Boccace, écrit pour Jean Paumier, receveur du roi à Lyon vers 1435-1440, 86 miniatures, Bibliothèque nationale de France, Fr. 229[5]
- Livre d'heures à l’usage de Lyon, vers 1430, Milan, biblioteca Trivulziana, ms. 449
- Missel à l'usage de Lyon, peintures du calendrier par le maître, vers 1440-1450, Bibliothèque municipale de Lyon, Ms.1390[6]
- Fragment du livre d’heures de Jean Barillet dit Xaincoins, vers 1442-49, bibliothèque municipale du Mans, Ms.688
- Psautier, vers 1450, bibliothèque de l’Université d’Oslo, ms. 8° 1696
- Livre d’heures à l’usage d’Autun, écrit pour Louis de Chantermerle, seigneur de La Clayette, vers 1450, Engelberg (Suisse), Stiftsbibliothek, Cod. 150
- Livre d’heures à l’usage de Besançon, 12 miniatures, vers 1450, La Haye, Bibliothèque royale, 76 F 12[7]
- Missel du chanoine Claude Gaste, à l'usage de Lyon, Bibliothèque municipale de Lyon, Ms 515
- Livre d’heures à l’usage de Lyon, vers 1450, 3 miniatures peintes par le maître, BnF, Lat. 13265
- Songe du verger disparu, vers 1450, coll. part., cat. Lardanchet n° 50, 1956, n°3861[8]
- Œuvres d'Alain Chartier, vers 1450, BnF, Fr. 2265[9]
- Œuvres d'Alain Chartier, destiné à Mathieu Thomassin, conseiller lyonnais de Louis XI, vers 1450, Kupferstichkabinett Berlin, ms. 78 C 7
- Armorial de Gilles Le Bouvier, 2 enluminures, en collaboration avec Jean Fouquet, vers 1455, BnF, Fr.4985
- Livre du roi Modus et de la reine Ratio, vers 1460, Morgan Library and Museum, New York, M.820[10]
- Œuvres complètes de Virgile, commandé par Louis du Périer, vers 1460, BnF., Lat. 8200[11]
- Livre d’heures à l’usage d’Autun, vers 1460, 9 miniatures, BnF., NAL. 3213[12]
- Psautier-Livre d’heures à l’usage de Lyon, vers 1460, BnF., Lat. 1353
- Bréviaire à l'usage d'un chanoine de l'église Saint-Paul de Lyon, ancienne coll. de l'archevêché de Lyon

Les historiens de l'art voient également sa main dans le dessin d'un carton de vitrail : Les Joueurs d'échecs, vers 1450, provenant de l'hôtel de la famille La Bessée à Villefranche-sur-Saône, aujourd'hui au Musée de Cluny (CL.23422),